# Tennis Masters Cup 2002 - Singolare
Il singolare del Tennis Masters Cup 2002 è stato un torneo di tennis facente parte dell'ATP Tour.
Lleyton Hewitt era il detentore del titolo e ha battuto in finale 7–5, 7–5, 2–6, 2–6, 6–4, Juan Carlos Ferrero.

## Teste di serie
1. Lleyton Hewitt (campione)
2. Andre Agassi (round robin, Ritirato per infortunio)
3. Marat Safin (round robin)
4. Juan Carlos Ferrero (finale)
5. Carlos Moyá (semifinali)

1. Roger Federer (semifinali)
2. Jiří Novák (round robin)
3. Albert Costa (round robin)
4. Thomas Johansson (round robin)

## Tabellone

### Legenda
| - Q = Qualificato - WC = Wild card - LL = Lucky loser | - ALT = Alternate - SE = Special Exempt - PR = Protected Ranking | - w/o = Walkover - r = Ritirato - d = Squalificato |

### Finale
|  | Semifinale | Semifinale          | Semifinale          | Semifinale          | Semifinale | Semifinale | Semifinale |  |  | Finale | Finale              | Finale | Finale | Finale | Finale | Finale |  |
|  |            |                     |                     |                     |            |            |            |  |  |        |                     |        |        |        |        |        |  |
|  | 5          | Carlos Moyá         | Carlos Moyá         | Carlos Moyá         | 7          | 4          | 4          |  |  |        |                     |        |        |        |        |        |  |
|  | 4          | Juan Carlos Ferrero | Juan Carlos Ferrero | Juan Carlos Ferrero | 6          | 6          | 6          |  |  | 4      | Juan Carlos Ferrero | 5      | 5      | 6      | 6      | 4      |  |
|  | 6          | Roger Federer       | Roger Federer       | Roger Federer       | 5          | 7          | 5          |  |  | 1      | Lleyton Hewitt      | 7      | 7      | 2      | 2      | 6      |  |
|  | 1          | Lleyton Hewitt      | Lleyton Hewitt      | Lleyton Hewitt      | 7          | 5          | 7          |  |  |        |                     |        |        |        |        |        |  |

### Gruppo rosso
|   |                | Hewitt        | Safin         | Moyá             | Costa            | RR V–P | Set V–P | Game V–P | Posizione |
| 1 | Lleyton Hewitt |               | 6–4, 2–6, 6–4 | 4–6, 5–7         | 6–2, 4–6, 6–3    | 2–1    | 4–4     | 39–38    | 2         |
| 3 | Marat Safin    | 4–6, 6–2, 4–6 |               | 4–6, 5–7         | 6–3, 4–6, 3–6    | 0–3    | 2–6     | 36–42    | 4         |
| 5 | Carlos Moyá    | 6–4, 7–5      | 6–4, 7–5      |                  | 7–6(7), 3–6, 6–4 | 3–0    | 6–1     | 42–34    | 1         |
| 8 | Albert Costa   | 2–6, 6–4, 3–6 | 3–6, 6–4, 6–3 | 6(7)–7, 6–3, 4–6 |                  | 1–2    | 4–5     | 42–45    | 3         |

La classifica viene stilata in base ai seguenti criteri: 1) Numero di vittorie; 2) Numero di partite giocate; 3) Scontri diretti (in caso di due giocatori pari merito ); 4) Percentuale di set vinti o di games vinti (in caso di tre giocatori pari merito ); 5) Decisione della commissione.

### Gruppo oro
|     |                               | Agassi Johnsson              | Ferrero                      | Federer                 | Novak                | RR V–P  | Set V–P | Game V–P   | Posizione |
| 2 9 | Andre Agassi Thomas Johansson |                              | 5–7, 6–2, 6(6)–7 (w/ Agassi) | 3–6, 5–7 (w/ Johansson) | 5–7, 1–6 (w/ Agassi) | 0–2 0–1 | 1–4 0–2 | 23–29 8–13 | 4 5       |
| 4   | Juan Carlos Ferrero           | 7–5, 2–6, 7–6(6) (w/ Agassi) |                              | 3–6, 4–6                | 7–5, 6–3             | 2–1     | 4–3     | 36–37      | 2         |
| 6   | Roger Federer                 | 6–3, 7–5 (w/ Johansson)      | 6–3, 6–4                     |                         | 6–0, 4–6, 6–2        | 3–0     | 6–1     | 41–23      | 1         |
| 7   | Jiří Novák                    | 7–5, 6–1 (w/ Agassi)         | 5–7, 3–6                     | 0–6, 6–4, 2–6           |                      | 1–2     | 3–4     | 29–35      | 3         |

La classifica viene stilata in base ai seguenti criteri: 1) Numero di vittorie; 2) Numero di partite giocate; 3) Scontri diretti (in caso di due giocatori pari merito ); 4) Percentuale di set vinti o di games vinti (in caso di tre giocatori pari merito ); 5) Decisione della commissione.